# 비스츠앤네이티브스
비스츠앤네이티브스는 대한민국의 음반사이며, 2014년에 SM엔터테인먼트 인터내셔널 A&R 출신의 김기현 대표가 설립했다. 풀네임은 Beasts And Natives Alike(비스츠 앤 네이티브스 얼라이크)이며, 줄여서 BANA(바나)라고 부른다. 이센스가 아메바 컬쳐에서 나온 후, 새로운 솔로 활동을 시작할 당시부터 주목을 받았던 소속사로 초반에는 이센스가 만든 1인 기획사로 알려져 있었으나, 그가 설립한 단체도 아니였고, 그렇게 알려지다 보니 이곳을 힙합 레이블로 알고 있는 사람들이 많은데, 힙합 또는 음악 분야에만 국한된 회사가 아닌 다양한 예술 계통의 사람들과 함께하고 새로운 미디어와 콘텐츠를 만들어 가고자 하는 문화적 움직임을 보이는 회사라고 한다. 김기현 대표 외에 몇몇 스텝 역시 SM 출신으로 보인다.

## 소속 멤버
- XXX(김심야, FRNK)
- 조웅
- 250
- Erick Oh
- Maalib
- MASTA WU
- Beenzino
- KRYSTAL

### 이전 소속 멤버
- 글렌체크
- D.Sanders
- 이센스